# Lipovce
Lipovce (bis 1927 auch „Lipovec“; deutsch Lipholz, ungarisch Szinyelipóc) ist eine Gemeinde im Osten der Slowakei mit 517 Einwohnern (Stand 31. Dezember 2024) im Okres Prešov, einem Teil des Prešovský kraj, und wird zur traditionellen Landschaft Šariš gezählt.

## Geographie

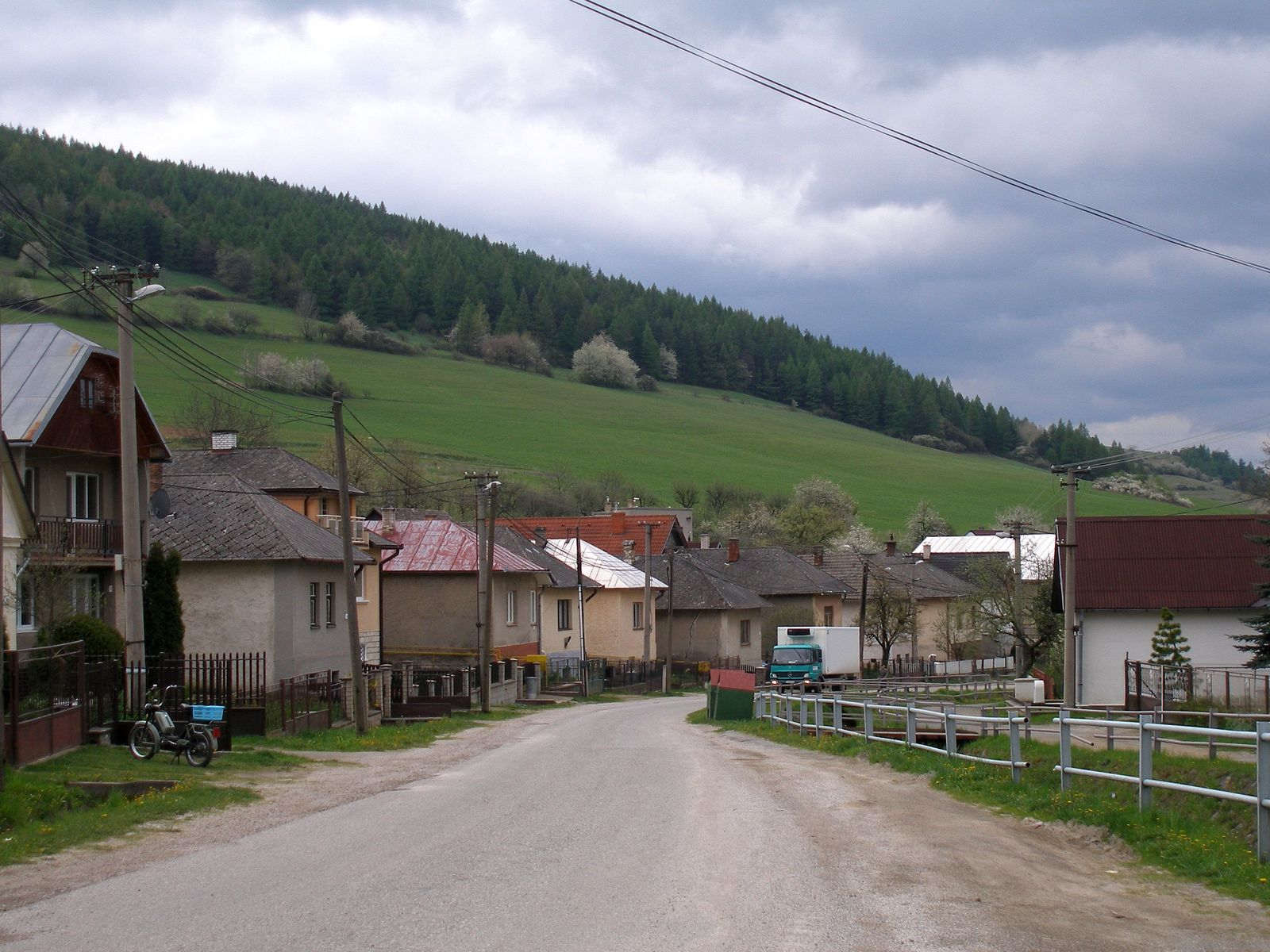
Straßenansicht in Lipovce

Die Gemeinde befindet sich an jener Stelle, wo das Bergland Šarišská vrchovina gleichzeitig in die Gebirge Branisko und Bachureň übergeht. Der Hauptort wird vom Bach Lipovec durchflossen, etwas westlich bricht sich der Bach Lačnovský potok durch die Schlucht Lačnovský kaňon durch. Beide Fließgewässer gehören zum Einzugsgebiet der Svinka. Ebenfalls westlich von Lipovce erstreckt sich seit 1964 das nationale Naturreservat Kamenná Baba. Im Gemeindegebiet findet man einige Mineralquellen, von denen Salvator als die bekannteste gilt. Das Ortszentrum liegt auf einer Höhe von 587 m n.m. und ist 27 Kilometer von Prešov entfernt.
Verwaltungstechnisch gliedert sich die Gemeinde in Gemeindeteile Lačnov (1991 eingemeindet, bis zum 19. Jahrhundert auch „Lačné“; hist. ungarisch Lacsnó) und Lipovce.
Nachbargemeinden sind Renčišov im Norden, jeweils kurz Uzovské Pekľany und Jarovnice im Nordosten, Hermanovce im Osten, Štefanovce im Südosten, Šindliar im Süden, sehr kurz Poľanovce im Südwesten, Vyšný Slavkov im Westen und Nižný Slavkov im Nordwesten.

## Geschichte

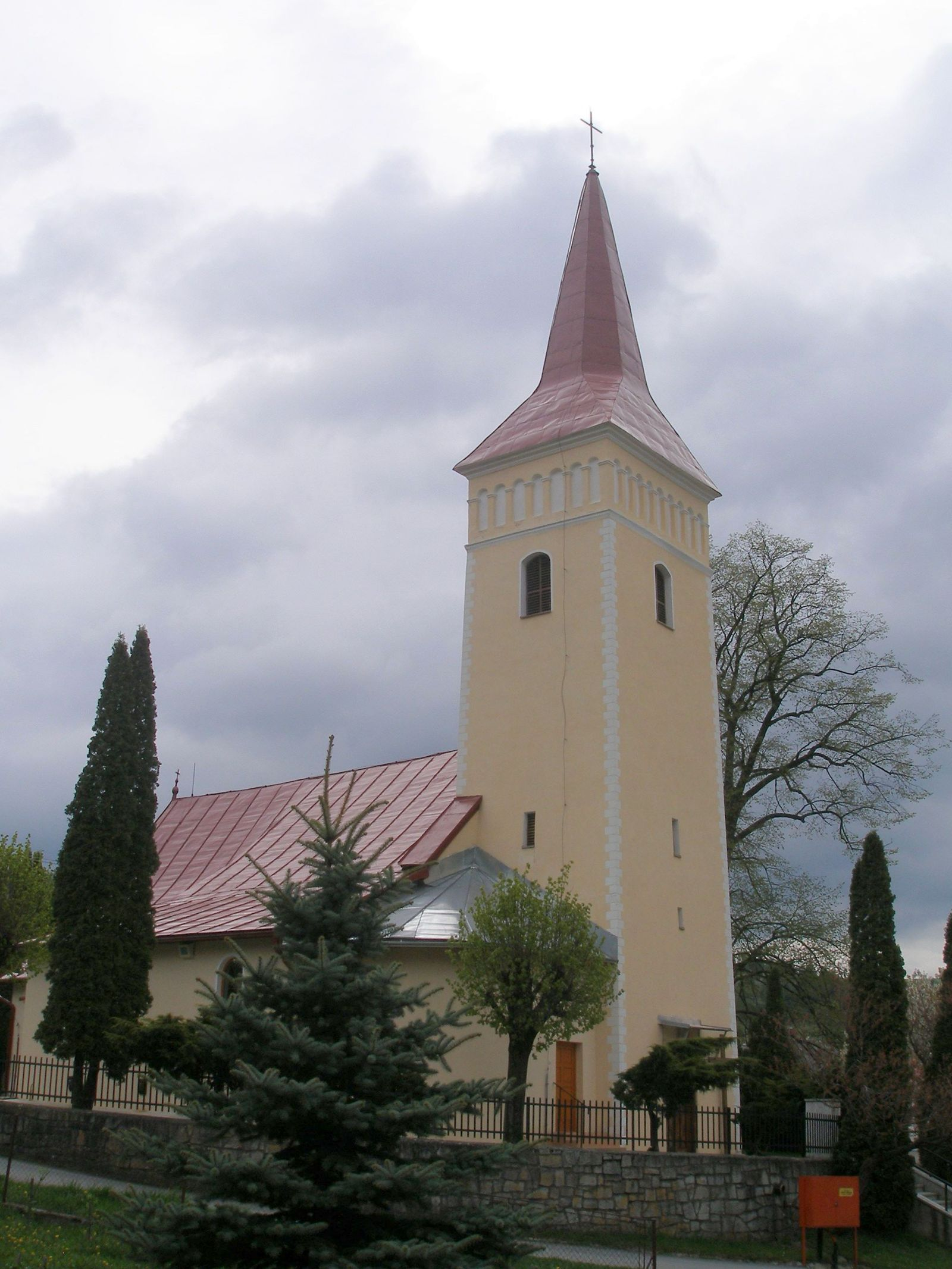
Römisch-katholische Kirche in Lipovce

Lipovce wurde zum ersten Mal 1320 als Lypouch schriftlich erwähnt; im selben Jahr erfolgte die Teilung des Herrschaftsguts von Svinia, wobei das Dorf einem gewissen Benedek, Sohn des Adligen Nikolaus, zufiel. Später gehörte die Ortschaft den Geschlechtern Berzeviczy, Doby, Zichy und schließlich Sziney. Schon im 13. Jahrhundert entstand die königliche Burg Lipholz, die jedoch 1591 am Ende eines Aufstands geschleift wurde. 1427 wurden in einem Steuerverzeichnis insgesamt 27 Porta verzeichnet. 1787 hatte Lipovce 67 Häuser und 516 Einwohner, 1828 zählte man 73 Häuser und 551 Einwohner, die vorwiegend von Landwirtschaft, Schafhaltung und teilweise Forstwirtschaft sowie Herstellung von Schindeln und landwirtschaftlichen Werkzeugen lebten. Im 18. und 19. Jahrhundert arbeitete zudem eine Papiermühle.
Bis 1918 gehörte der im Komitat Scharosch liegende Ort zum Königreich Ungarn und kam danach zur Tschechoslowakei beziehungsweise heute Slowakei.

## Bevölkerung
| Jahr                | 1994 | 2004    | 2014   | 2024    |
| ------------------- | ---- | ------- | ------ | ------- |
| Anzahl der Personen | 506  | 500     | 521    | 517     |
| Unterschied         |      | −1,18 % | +4,2 % | −0,76 % |

| Jahr                | 2023 | 2024    |
| ------------------- | ---- | ------- |
| Anzahl der Personen | 511  | 517     |
| Unterschied         |      | +1,17 % |

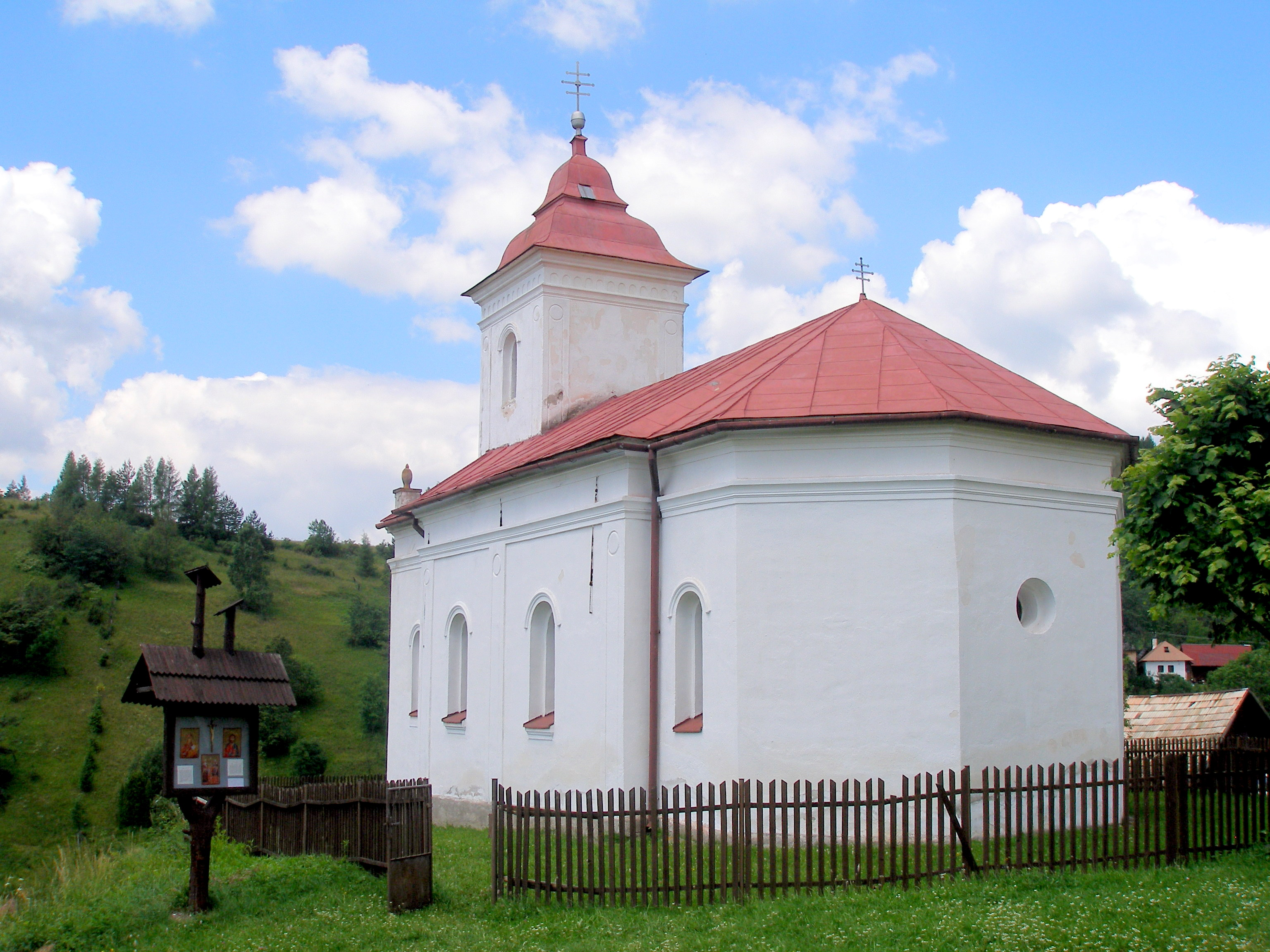
Griechisch-katholische Kirche in Lačnov

Nach der Volkszählung 2011 wohnten in Lipovce 523 Einwohner, davon 507 Slowaken und jeweils ein Russine und Tscheche; ein Einwohner gab eine andere Ethnie an. 13 Einwohner machten diesbezüglich keine Angabe. 475 Einwohner bekannten sich zur römisch-katholischen Kirche, 13 Einwohner zur griechisch-katholischen Kirche und ein Einwohner zur evangelischen Kirche A. B.; drei Einwohner bekannten sich zu einer anderen Konfession. 16 Einwohner waren konfessionslos und bei 15 Einwohnern wurde die Konfession nicht ermittelt.

## Bauwerke
- römisch-katholische Georgskirche, ursprünglich gotisch, nach einem Brand im Jahre 1663 umgebaut und im Renaissance-Stil gestaltet, 1882 um einen neuen Chor erweitert
- griechisch-katholische Erzengel-Michael-Kirche im Ortsteil Lačnov

## Söhne und Töchter der Gemeinde

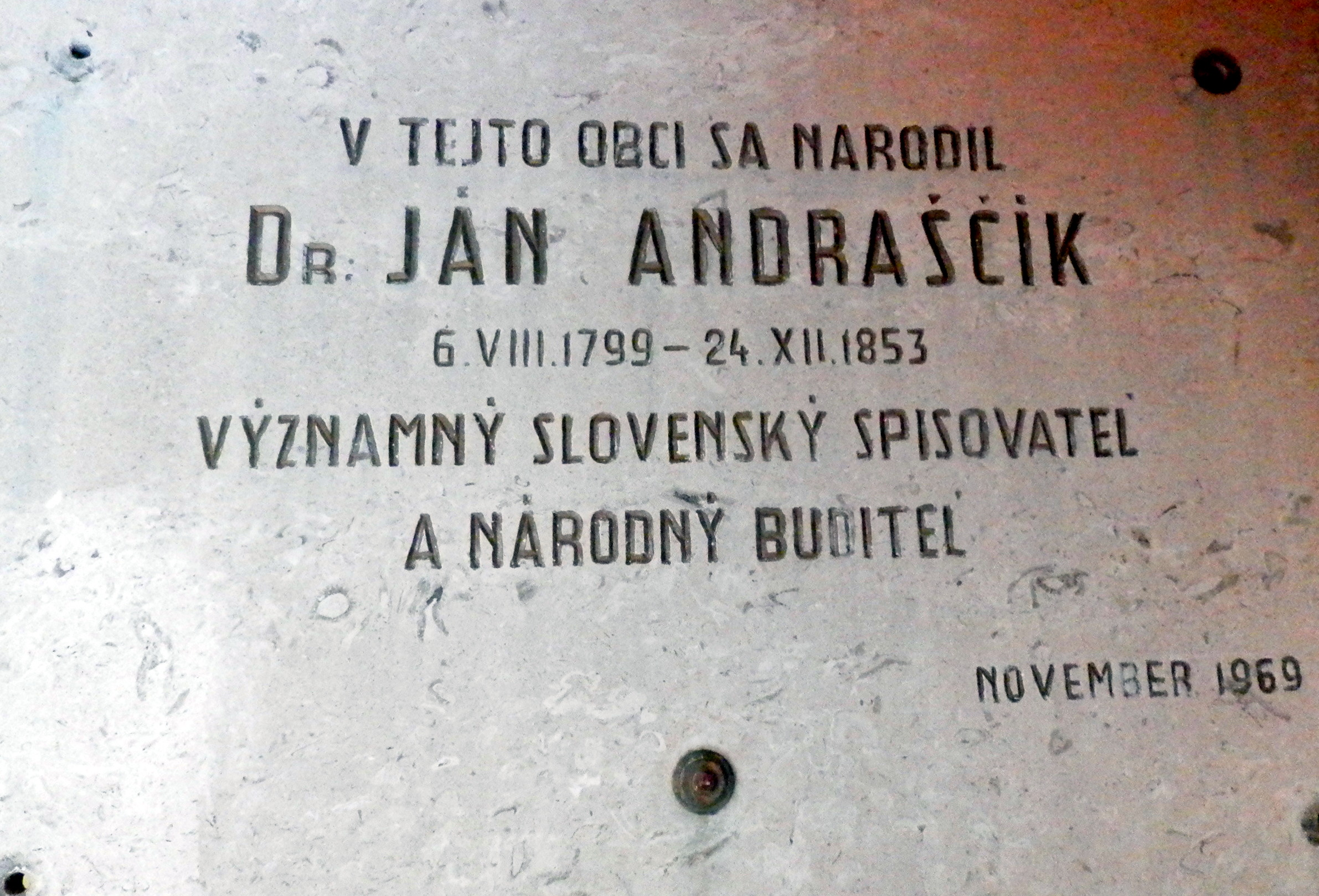
Gedenktafel an Ján Andraščík

- Ján Andraščík (1799–1853), slowakischer Schriftsteller